# 木下宗信
木下 宗信（きのした むねのぶ）は戦国時代の武士。別名、小山木下宮内小輔（おやまきのしたぐうないしょうゆう）

## 人物
藤原鎌足の子孫で、関東武者小山政光を祖とする小山一族の分流である。政光は源頼朝の側近として鎌倉幕府設立に活躍し、その後執権北条高時の命を受け、紀伊国の海賊退治の為紀州南部に移住し紀州小山として海の治安を守っていた。その後、戦国時代となると、宗信の祖父、小山嶋介が天正元年尾州清洲城城主、織田信長の命により木下秀吉（後の豊臣秀吉）に与力し、近江国浅井郡小谷城攻の時に軍功あり、秀吉より木下の名字を許可され木下軍治と称す。
こうして信長幕下に属すも、1582年6月21日（天正10年6月2日）京都本能寺にて信長自刃し、岐阜城より前田玄以、長谷川嘉竹と共に織田秀信を守り清洲城へ護送するが、秀信は高野山に蟄居の身となり宗信お共するも、秀信公26歳にて早世なさるに当り浪人となる。その後、失意のうちに近江国信楽郡黄瀬村へ住居し、1613年（慶長18年）に甲賀郡磯尾村に住居する。磯尾村は山岳修験僧の住居する村であり、木下家はその後代々多賀神社や熊野大社の御師として諸国を行脚し、加持祈祷や薬師を生業として活躍した。